# Okręg wyborczy Nuneaton
Okręg wyborczy Neneaton powstał w 1885 r. i wysyła do brytyjskiej Izby Gmin jednego deputowanego. Okręg obejmuje miasto Nuneaton w hrabstwie Warwickshire i okolice.

## Deputowani do brytyjskiej Izby Gmin z okręgu Nuneaton
- 1885–1886: Jasper Johns, Partia Liberalna
- 1886–1892: John Dugdale, Partia Konserwatywna
- 1892–1906: Francis Newdigate, Partia Konserwatywna
- 1906–1918: William Johnson, Partia Liberalna, od 1909 r. Partia Pracy
- 1918–1923: Henry Maddocks, Partia Konserwatywna
- 1923–1924: Herbert Willison, Partia Liberalna
- 1924–1929: Arthur Hope, Partia Konserwatywna
- 1929–1931: Francis Smith, Partia Pracy
- 1931–1935: Edward North, Partia Konserwatywna
- 1935–1942: Reginald Fletcher, Partia Pracy
- 1942–1965: Frank Bowles, Partia Pracy
- 1965–1966: Frank Cousins, Partia Pracy
- 1967–1983: Les Huckfield, Partia Pracy
- 1983–1992: Lewis Stevens, Partia Konserwatywna
- 1992–2010: Bill Olner, Partia Pracy
- 2010–2024: Marcus Jones, Partia Konserwatywna
- od 2024: Jodie Gosling(inne języki), Partia Pracy